# Kakadu brýlový
Kakadu brýlový (Cacatua ophthalmica) je velký druh bílého kakadua, který se endemicky vyskytuje na ostrově Nová Británie, jenž politicky náleží k Papui Nové Guineji.

## Systematika
Druh formálně popsal anglický přírodovědec Philip Sclater v roce 1864. Druhové jméno ophthalmica pochází z latinského ophthalmicus („oční“; z řeckého ophthalmos, „oko“). Jedná se o monotypický druh řazený do početného rodu Cacatua.

## Výskyt

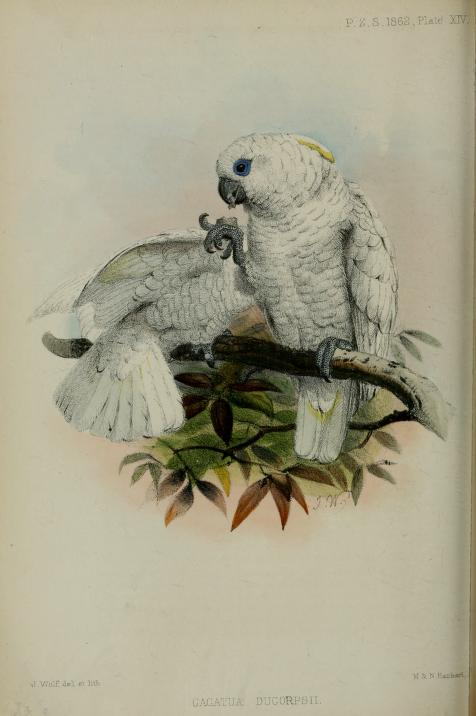
Ilustrace druhu z roku 1862 (Joseph Wolf)

Kakadu brýlový je endemický ostrovu Nová Británie, což je největší ostrov Bismarckova souostroví, které politicky patří k Papui Nové Guineji. Stanoviště druhu představují tropické nížinaté pralesy do 1000 m n. m., vzácněji může však vystoupat až do 1600 m n. m. Může se vyskytovat i na degradovaných stanovištích či dokonce v zahradách nebo plantážích, avšak hnízděním závisí na vzrostlých stromech v ucelených lesních celcích původních pralesů. Početnost druhu v primárním lese se pohybuje kolem 27–73 jedinců na 1 km², na plantážích a v zahradách je hustota výskytu výrazně nižší. Celková populace se odhaduje v širokém rozptylu 87 000–378 000 dospělých jedinců.

## Popis
Tento velký druh statného kakadua dosahuje délky těla kolem 44–50 cm. Většina opeření je bílá. Dominantu hlavy tvoří nápadná, dozadu zatočená žlutá chocholka. Příuší, krk, spodní strana křídel a spodní ocasní krovky jsou nažloutlé. Zobák je šedočerný, neopeřený oční kroužek sytě modrý, duhovky hnědočerné, nohy černé. Samici lze rozeznat podle načervenalé (tzn. ne hnědé) duhovky.

## Biologie a chování
Má výrazný hlasový projev. V letu se projevuje křikem podobným rackovi, na bidle vydává sérii křiklavých zvuků. Vyskytuje se v páru nebo menších hejnech do asi 20 jedinců. Ke sdružování do hejn dochází hlavně za soumraku před hřadováním. Živí se semeny, bobulemi, ovocem (hlavně fíky) a ořechy. Hnízdí v dutinách urostlých stromů, do kterých samice klade 2 bílá vejce. Na inkubaci trvající kolem 30 dní se podílí oba partneři.

## Vztah k lidem

### Chov

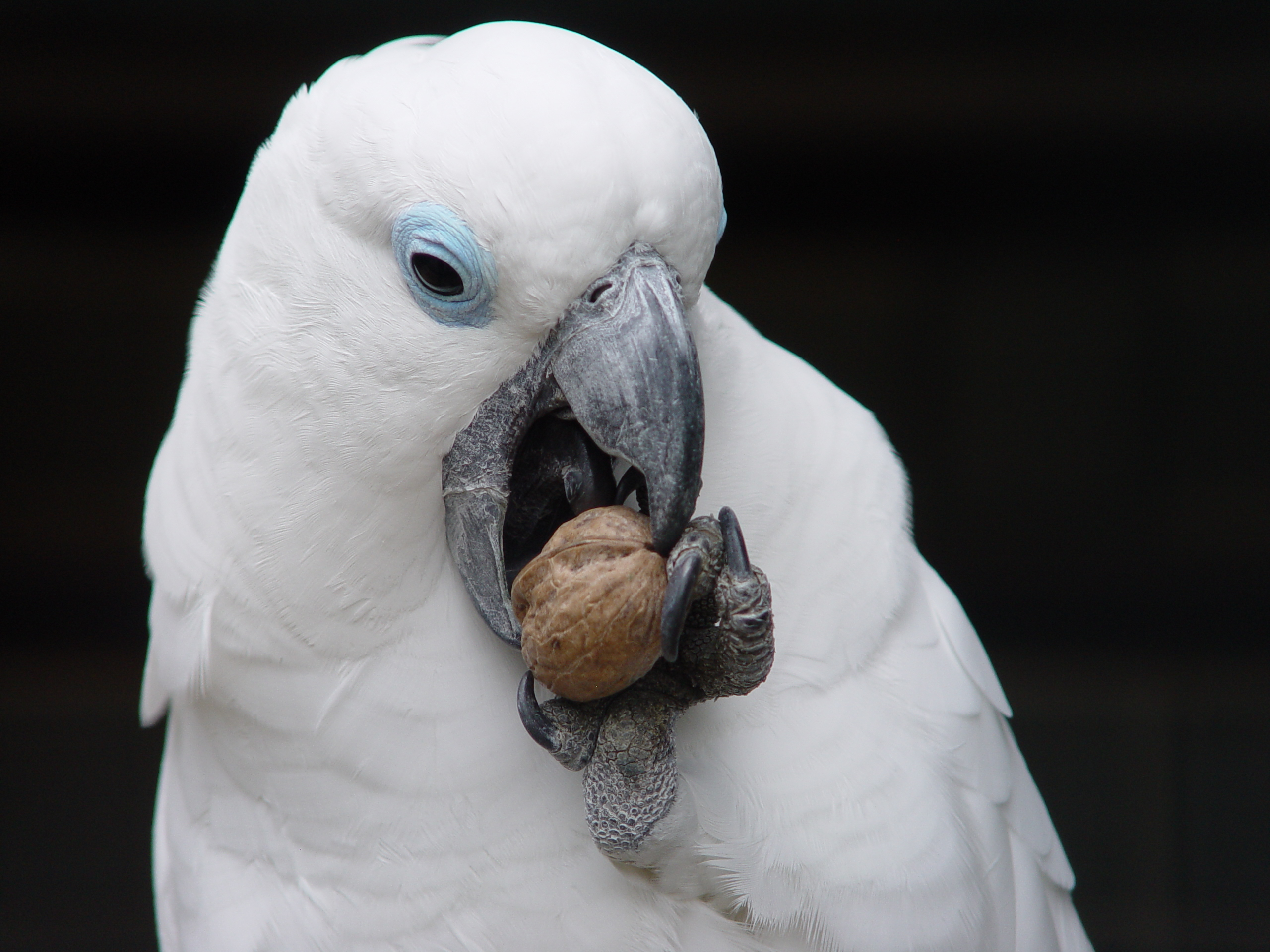
Kakadu brýlový okusující ořech

Jedná se o málo chovaný druh, který však není příliš náročný. Může být však značně hlasitý a hlavně samci se někdy projevují agresivně. V Česku byl poprvé odchován teprve v roce 2011.

### Ohrožení
Mezinárodní svaz ochrany přírody druh vyhodnocuje jako zranitelný. Důvodem je klesající populace, která ubývá následkem přeměny původních pralesů na produktivní oblasti, zejména na plantáže palmového oleje. Vytěžování lesů probíhá v průmyslových měřítkách a asi polovina exportního dřeva z celé Papui Nové Guineji pochází právě z Nové Británie. Relativně menším ohrožením tohoto kakadua je odchyt pro místní trh s domácími mazlíčky.